# Авіял
Авіял (малаял. wikt:അവിയല്‍) — страва, яка походить з Керали, хоча вона однаково популярна на півдні Індії в регіонах Південна Канара, Карнатака та Тамілнаду. Густа суміш з різних овочів та кокосу, приправлена кокосовою олією та листям каррі. Авіял вважається важливою частиною основного прийому їжі.

## Назва
Слово «авіял» також використовується для позначення «вареного» або «вареного у воді» — це значення походить від способу приготування страви.

## Інгредієнти
Як правило використовують лише хрусткі овочі: слоновий ямс, банан, бенінказа, морква, квасоля, баклажани, огірки, стручки моринги маслянистої, плоди трихозанта змієподібного і біб кінський і т. д.,на півночі Керали включає китайський гіркий гарбуз в регіоні Колам, штат Керала, помідор додають серед інших овочів. Інколи додають йогурт або замінюють його м'якоттю манго або м'якоттю тамаринда. З цієї страви можна зробити підливу або зробити гарнір. Зазвичай його їдять з рисом.

## Міфологія
Вважається, що страва була винайдена Бхімою. За легендою, він взяв на себе обов'язки кухаря на кухні Вірати, але не знав, як готувати. Однією перших дій, які він зробив, було подрібнити багато різних овочів, зварити їх разом і зверху страву натертим кокосом.